# Сува (Фіджі)
Су́ва (англ. Suva) — столиця острівної держави Фіджі. Розташована на горбкуватому південно-західному березі острова Віті-Леву в південній частині Тихого океану — найбільшому з островів, що входять до складу Фіджі. Сува — столиця держави Фіджі й один із найкращих портів у південній частині Тихого океану, в якому часто зупиняються трансатлантичні лайнери й транспортні судна, що курсують у водах Тихого океану. Сува — одне із найбільших міст на тихоокеанських островах. Щорічно сюди їдуть тисячі туристів з Азії, Австралії й США. З морського порту Суви відправляються на експорт золото, цукор і деревина.

## Історія
Перші поселення з'явилися на Фіджі близько 1000 року до н. е. Остров'яни обробляли землю, розводили свійських тварин і займалися гончарною справою. Голландські дослідники відвідали Фіджі в XVII столітті, а в 1874 році острова були приєднані до Великої Британії. Столицею колонії Сува стала через 8 років, в 1882 році, коли стало ясно, що старої столиці — місту Левука вже більше нікуди розширюватися. На Фіджі європейці стали вирощувати кокоси, бавовну й цукровий очерет. Спочатку Сува являла собою маленьке поселення, що потопає в пилу влітку й у бруді взимку. Однак поступово Сува почала перетворюватися в місто, а потім й у найбільше місто на Фіджі. Під час Другої світової війни Сува була передовою базою військово-морських сил і ВПС Великої Британії. Місто стало столицею незалежної держави Фіджі 1970 року, звільнившись від колоніальної залежності від Англії. 1987 року країна вийшла зі Співдружності націй, після того, як у країні відбувся державний переворот. Сьогодні це столиця Республіки Фіджі й найжвавіше місце південної частини Тихого океану після міст Австралії й Нової Зеландії. У самому місті проживає понад 201000 осіб; ще 40000 живуть уздовж 25-кілометрового шосе, що веде від Суви в аеропорт Наусорі.

## Клімат
Місто знаходиться у зоні, котра характеризується екваторіальним кліматом. Найтепліший місяць — січень з середньою температурою 26.7 °C (80 °F). Найхолодніший місяць — липень, з середньою температурою 22.8 °C (73 °F).
| Клімат Суви             | Клімат Суви | Клімат Суви | Клімат Суви | Клімат Суви | Клімат Суви | Клімат Суви | Клімат Суви | Клімат Суви | Клімат Суви | Клімат Суви | Клімат Суви | Клімат Суви | Клімат Суви |
| Показник                | Січ.        | Лют.        | Бер.        | Квіт.       | Трав.       | Черв.       | Лип.        | Серп.       | Вер.        | Жовт.       | Лист.       | Груд.       | Рік         |
| Абсолютний максимум, °C | 35          | 36          | 36          | 34          | 33          | 32          | 32          | 32          | 32          | 33          | 33          | 36          | 36          |
| Середній максимум, °C   | 30          | 30          | 30          | 28          | 27          | 26          | 26          | 26          | 26          | 27          | 28          | 29          | 28          |
| Середня температура, °C | 26          | 26          | 26          | 25          | 24          | 23          | 23          | 23          | 23          | 24          | 24          | 25          | 24          |
| Середній мінімум, °C    | 23          | 23          | 23          | 22          | 21          | 20          | 20          | 20          | 20          | 21          | 21          | 22          | 21          |
| Абсолютний мінімум, °C  | 19          | 19          | 18          | 16          | 16          | 14          | 12          | 13          | 13          | 13          | 12          | 16          | 12          |
| Норма опадів, мм        | 280         | 270         | 360         | 300         | 250         | 170         | 120         | 210         | 190         | 210         | 240         | 310         | 2970        |
| ----------------------- | ----------- | ----------- | ----------- | ----------- | ----------- | ----------- | ----------- | ----------- | ----------- | ----------- | ----------- | ----------- | ----------- |
| Джерело: Weatherbase    |             |             |             |             |             |             |             |             |             |             |             |             |             |

## Демографія
Сува — найбільш неоднорідне в етнічному плані місто у Фіджі. Тут живуть фіджійці, індуси, китайці, тонганці, самоанці, ротуманці, європейці. Це своєрідний «фруктовий салат», саме так називають місцевих жителів самі жителі міста. Фіджійці й індуси — нащадки робітників, завезених англійцями ще наприкінці XIX — початку XX століть для роботи на плантаціях цукрового очерету — становлять приблизно половину населення. Між ними існують постійні тертя. У ряді випадків тертя, засновані на боротьбі між цими двома етнічними групами за політичну й економічну владу, переростають у жорстокі сутички в Суві.
У міста є один недолік, це погода. Тут волого й часто буває дуже брудно. Сува постійно міняється, залежно від погоди. Вона сяє й блискає під променями сонця, і здобуває тьмяний металевий відтінок у період дощів, а дощі йдуть тут досить часто.
У місті й довкола нього побудовано безліч католицьких церков, мусульманських мечетей, індуїстських і сікхських храмів; є навіть занедбаний єврейський цвинтар.

## Економіка
Дуже колоритно виглядає місцевий ринок, а все життя Суви зосереджене на центральній вулиці — Вікторія Парейд, на якій розташовано банки, готелі, ресторани, нічні клуби й багато чого іншого.
Архітектура ділової частини міста добре відображає минулу присутність англійців. Багато будинків, включаючи масивний будинок уряду, збудовані в колоніальні часи. Недалеко від центру розташований будинок державного університету.
У Суві живуть люди різних національностей, хоча більшість, звичайно, самих фіджійців. Найзначніша споруда в місті — будівля Резервного банку. Любителям книг варто відвідати міську бібліотеку, яка одночасно є однією з найвідоміших визначних пам'яток. Сува славиться великою кількістю парків з різноманітною рослинністю, але все, ж головною гордістю міста є ботанічний сад.
У місті є пляж, однак і жителі й приїжджі воліють купатися й засмагати в Пасифик Харбор, — містечку на березі океану, за 20 хвилин їзди від столиці.
Крамниці, що продають безмитні товари, екзотика тропіків і незвичайні готелі залучають до Суви велику кількість туристів, що забезпечує зайнятість значної частини міського населення. Чимало фіджійців працюють на заводах по переробці цукру, виробництву напоїв, будматеріалів, миловарних заводах і тютюнових фабриках. Розвиток промисловості й туризму в 70-х роках XX століття призвів до значного росту населення столиці. Через нездатність уряду забезпечити житлом нових містян, уздовж окраїн Суви виросли численні тимчасові поселення.

## Розваги та культура
Сува є культурною та розважальною столицею Океанії та приймає багато регіональних, національних і місцевих заходів. Місто має дуже розвинену та вдосконалену інфраструктуру розваг та заходів, і щороку має насичений календар подій.

### Місця проведення
Сува має багато багатоцільових майданчиків, основними з яких є Vodafone Arena, яка вміщує до 5000 осіб, стадіон HFC Bank, що вміщує до 30 000 осіб, Національна гімназія FMF в Суві, що вміщує до 2 000 осіб, і Civic Auditorium, що вміщує до 1 000 осіб.

### Парки та сади
У Сува є кілька парків і садів. Альберт Парк в центрі міста відомий як місце проведення багатьох національно-історичних подій, таких як проголошення незалежності Фіджі, висадка Кінгсфорда Сміта на Південний Хрест, а також багатьох парадів і карнавалів. Парк Сукуна, також у центральному діловому районі, є популярним парком відпочинку, де щотижня проводяться численні вистави та заходи. Сади Турстона (названі на честь губернатора Фіджі Джона Бейтса Турстона) — головний ботанічний сад міста та місце розташування Музею Фіджі. Дорога Королеви Єлизавети популярна як мальовнича прогулянка вздовж узбережжя Суви. Багато жителів міста їздять до лісового заповідника Коло-і-Сува, що знаходиться за декілька хвилин їзди від центру міста, щоб поплавати під водоспадами.

### Музика
У Суві проводиться багато концертів, деякі з них приїжджають з інших країн, щоб насолодитися виступами світового рівня. Концерти та шоу зазвичай проводяться на одному з вищезгаданих майданчиків щомісяця. Серед відомих музичних виконавців, які виступають у Суві, — UB40, Лакі Дубе, O'Yaba, Шон Кінгстон та багато інших. Через підвищений інтерес до Боллівуду, деякі відомі співаки та актори проводили концерти в столиці, серед яких такі співаки, як Шаан, Сону Нігам, Сунідхі Чаухан та кіноактори, як Шахрукх Кхан, Пріянка Чопра, Джонні Левер, Діно Мореа, Раджпал Ядав, Санні Леоне та інші.

### Кухня
Сува пропонує різноманітний і цікавий кулінарний смак, де представлені практично всі, якщо не всі провідні кухні. Особливо популярні фіджійська, індійська, китайська, американська кухні, а також страви інших культурних та етнічних груп. Фіджійці індійського походження вплинули на кухню Фіджі, створивши унікальне фіджійське індійське каррі. Підневільні робітники привезли з собою спеції, перець чилі та інші трави й овочі, які тепер є частиною фіджійського кулінарного досвіду.

### Фестивалі
Протягом року в Суві проводяться мистецькі, музичні та торгові фестивалі, хоча й невеликого масштабу. Є кілька великих і помітних фестивалів, які відбуваються щороку, зокрема Фестиваль гібіскусу (найбільший карнавал на південних островах Тихого океану), Новорічна вулична вечірка та виставка Fiji Show Case, яка включає карнавальні атракціони, їжу, а також магічні та циркові вистави.

### Шопінг і мода

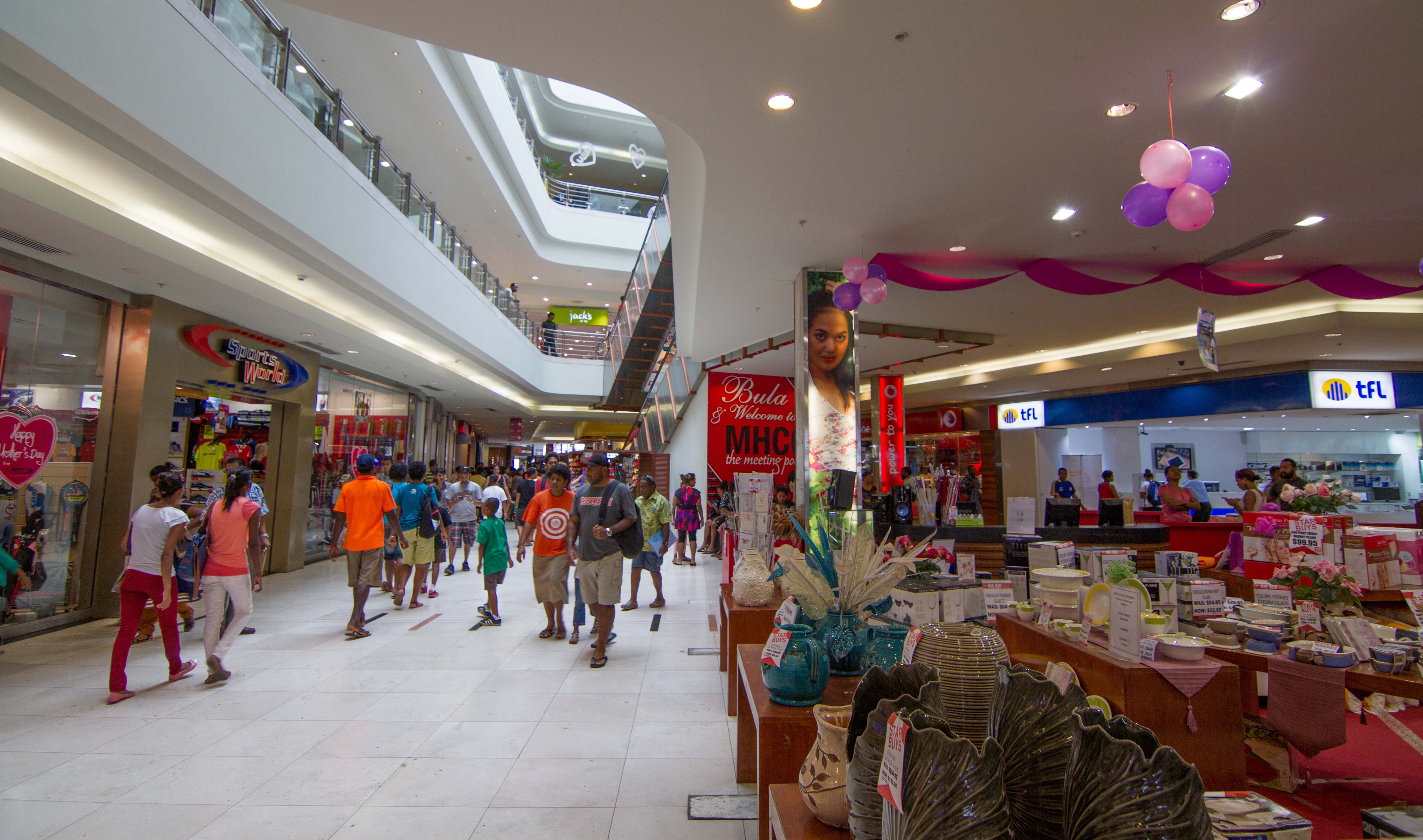
Торговельний центр MHCC

Сува — одне з найбільш сприятливих для покупців міст у Тихому океані. Місто пропонує свої магазини в районі, який називається Suva Central (Сува Сентрал). На таких вулицях, як Каммінг-стріт і Маркс-стріт, можна придбати одяг, ювелірні вироби, продукти харчування, електроніку, фармацевтичні товари тощо. Terry Walk і Flea Market (Блошиний ринок) пропонують ремісничі та місцеві вироби. ПНеподалік від каналу домінують величезні нові торгові комплекси, такі як MHCC (Morris Hedstrom City Center), Tappoo City і Suva Central. У зовнішніх районах цього радіусу розташовані телекомунікаційні та електронні магазини, а також магазини спортивного спорядження.
У Сува також знаходиться штаб-квартира Ради моди Фіджі, найважливішої модної організації регіону. Фіджійський фестиваль моди, найбільша в регіоні торгова та споживча модна платформа, щороку відбувається в готелі Grand Pacific у Сува.

### Спорт
Сува є місцем проведення багатьох регіональних і національних спортивних заходів, зокрема, на стадіоні HFC Bank. Особливою подією є «Ігри Кока-Коли», найбільші легкоатлетичні змагання серед середніх шкіл у світі. Столицю на великих спортивних змаганнях представляють команди з регбі, нетболу та футболу.
Сува приймала перші Тихоокеанські ігори у 1963 році. Сорок років потому, у 2003 році, Ігри повернулися до столиці Фіджі з повною програмою з 32 видів спорту, яка була представлена вперше. Вдруге Сува приймала Ігри у 1979 році. Тричі приймаючи захід, Сува проводить Тихоокеанські ігри частіше, ніж будь-яке інше місто.

### ЗМІ
У Суві розташовані три основні національні телевізійні станції, Fiji One, FBC TV і MAI TV, а також Міністерство інформації Фіджі, яке виробляє урядові програми, а також національні новини та інформаційні бюлетені про поточні події. Fiji One виробляє і транслює вечірні «Національні новини» зі своїх студій на Гледстоун-роуд у Центральному районі; FBC TV транслює «Новини FBC» зі своїх студій, також розташованих на Гледстоун-роуд. Тут находяться штаб-квартири двох компанії платного супутникового телебачення Sky Pacific і Pacific Broadcasting Services Fiji.
У Суві розташовані національні радіомовні компанії Fiji Broadcasting Corporation (FBC) і Communications Fiji Limited (CFL), які надають послуги 12 національних радіостанцій.
Тут друкуються дві щоденні газети «The Fiji Times» і «The Fiji Sun» (а раніше — «Фіджі Пост»). Багато інших щотижневих газет мають штаб-квартири та видаються в Суві, в тому числі Inside Fiji, Nai Lalakai (щотижневик мовою ітаукеї), Shanti Dut (щотижневик мовою хінді), національні журнали, такі як Repúblika та Mai Life, а також регіональні журнали, такі як Islands Business.

## Транспорт

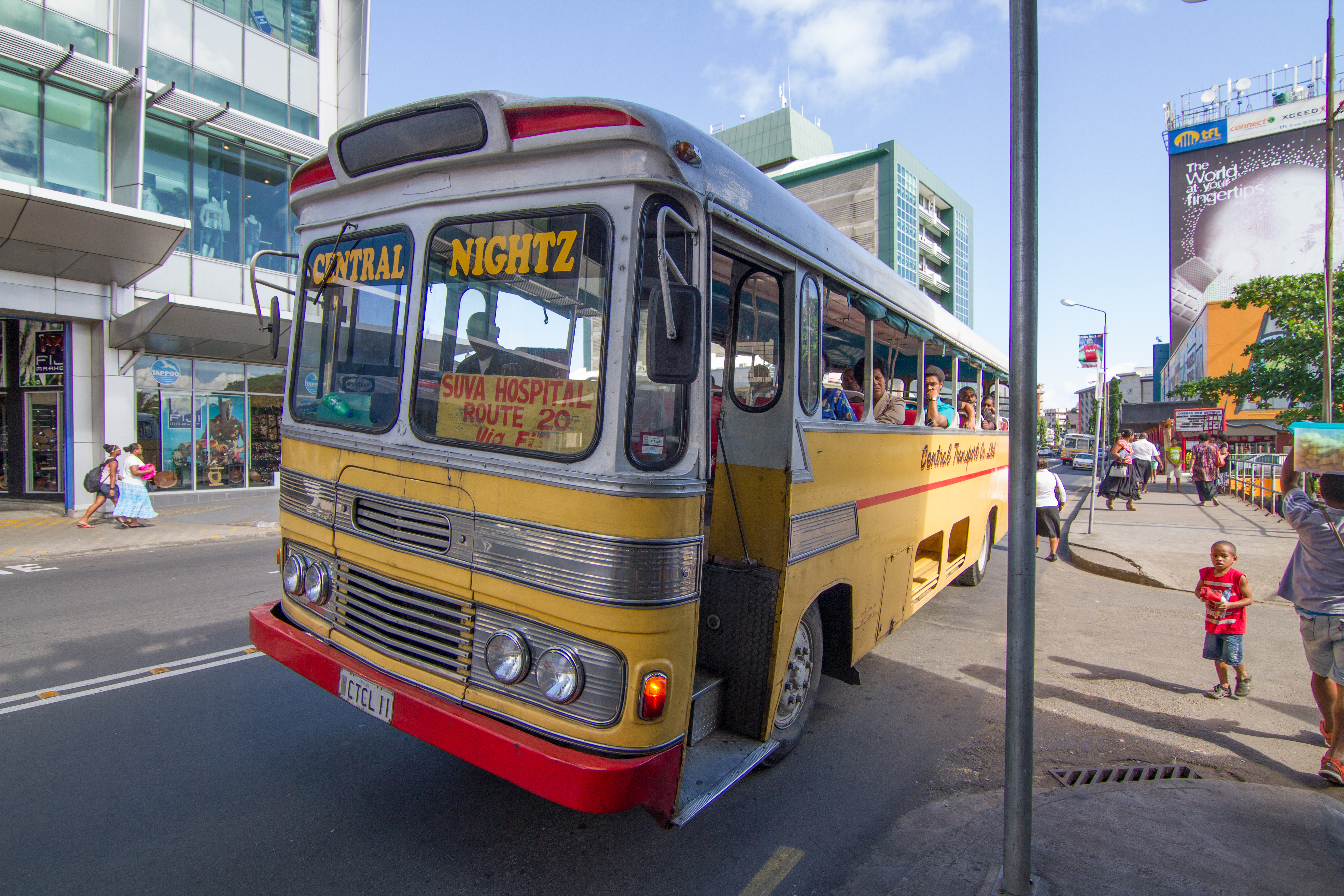
Міській автобус 20 маршруту

Міжнародний аеропорт Наусорі обслуговує переважно внутрішній ринок, з'єднуючи Суву з іншим міжнародним аеропортом Фіджі, Міжнародним аеропортом Наді. Fiji Airways виконує єдиний рейс до Сіднея, а основним оператором за межами аеропорту є Fiji Link. Fiji Link надає послуги до внутрішніх населених пунктів Фіджі, таким як Савусаву та Ротума.
Сува має систему громадського транспорту, що складається з автобусів (Central Transport Co.) і таксі, які обслуговують столичний регіон, а також міста Насіну, Наусорі та Ламі. Існує автобусне сполучення між Сувою та іншими містами на Віті-Леву через шосе Королів, Королев або Принців, які починаються в Суві, хоча останнє закінчується на мосту Рева в місті Наусорі.
Існує внутрішнє поромне сполучення з Пристані Принцеси до зовнішніх островів Фіджі, а також до Вануа-Леву. Міжнародні судна та круїзні лайнери причалюють до Королівської пристані Сува.

## Міста-побратими
Сува є побратимом: 
- Бейхай, Китай
- Брайтон, Австралія
- Гуандун, Китай
- Франкстон, Австралія[8]
- Порт-Морсбі, Папуа Нова Гвінея
- Шаосін, Китай
- Йонсан, Сеул, Південна Корея
- Virac, Catanduanes, Філіппіни

## Галерея

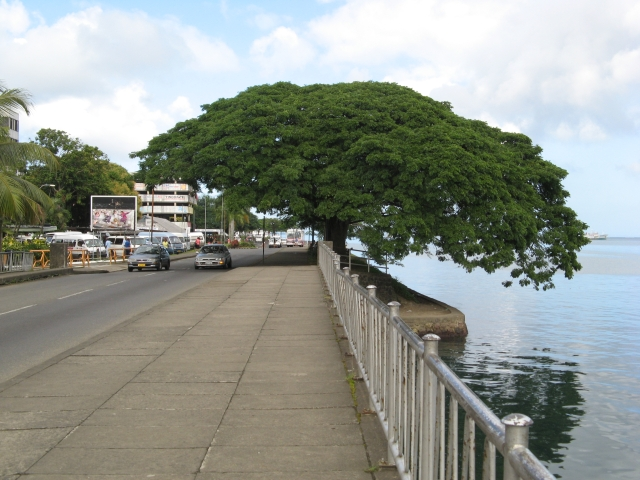
Стінсон Парад
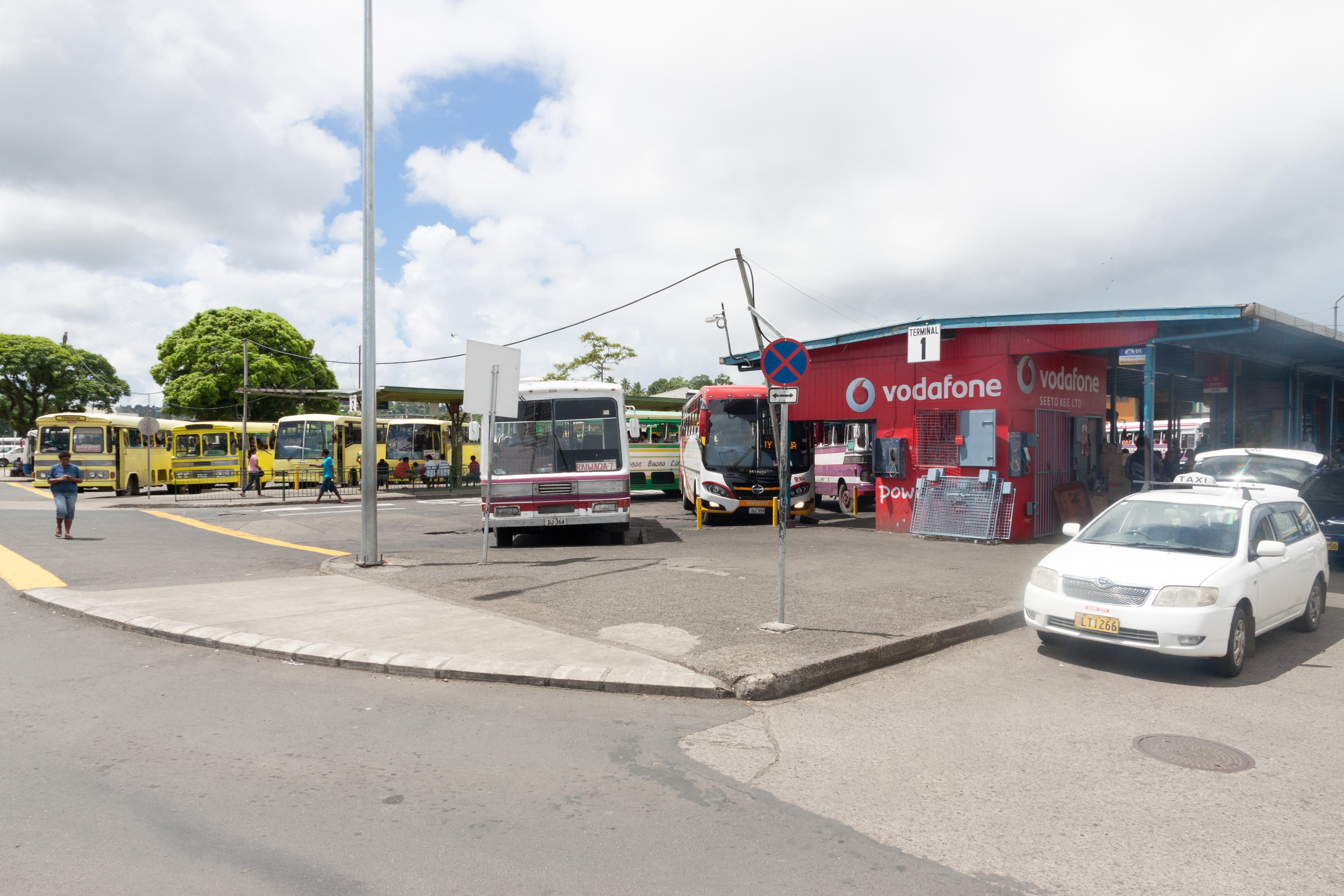
Центральний автовокзал у 2015 році.
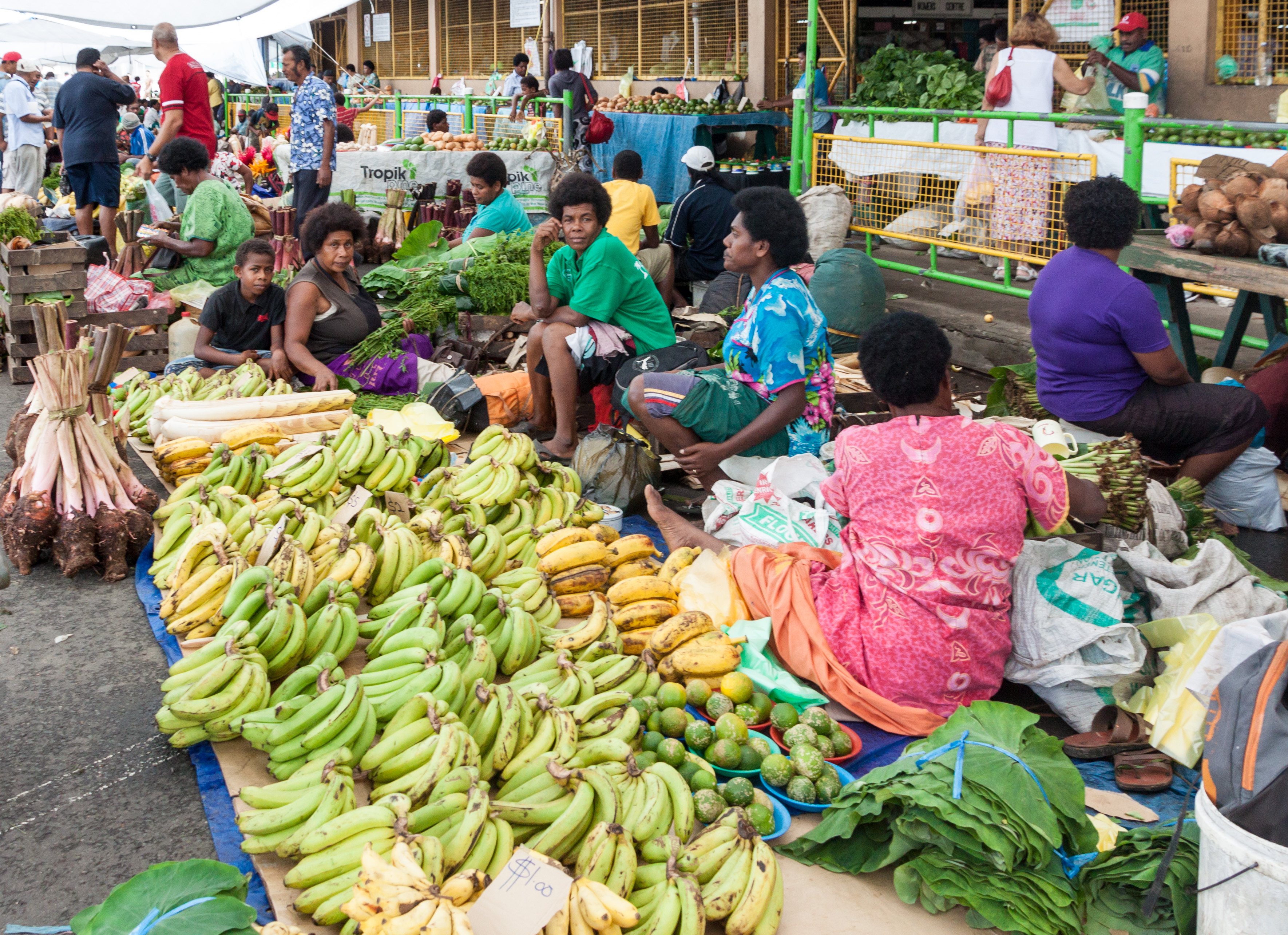
Базар у місті Сува